# Paradiso (Amsterdam)
Paradiso è un centro musicale e culturale di Amsterdam, Paesi Bassi.

## Storia

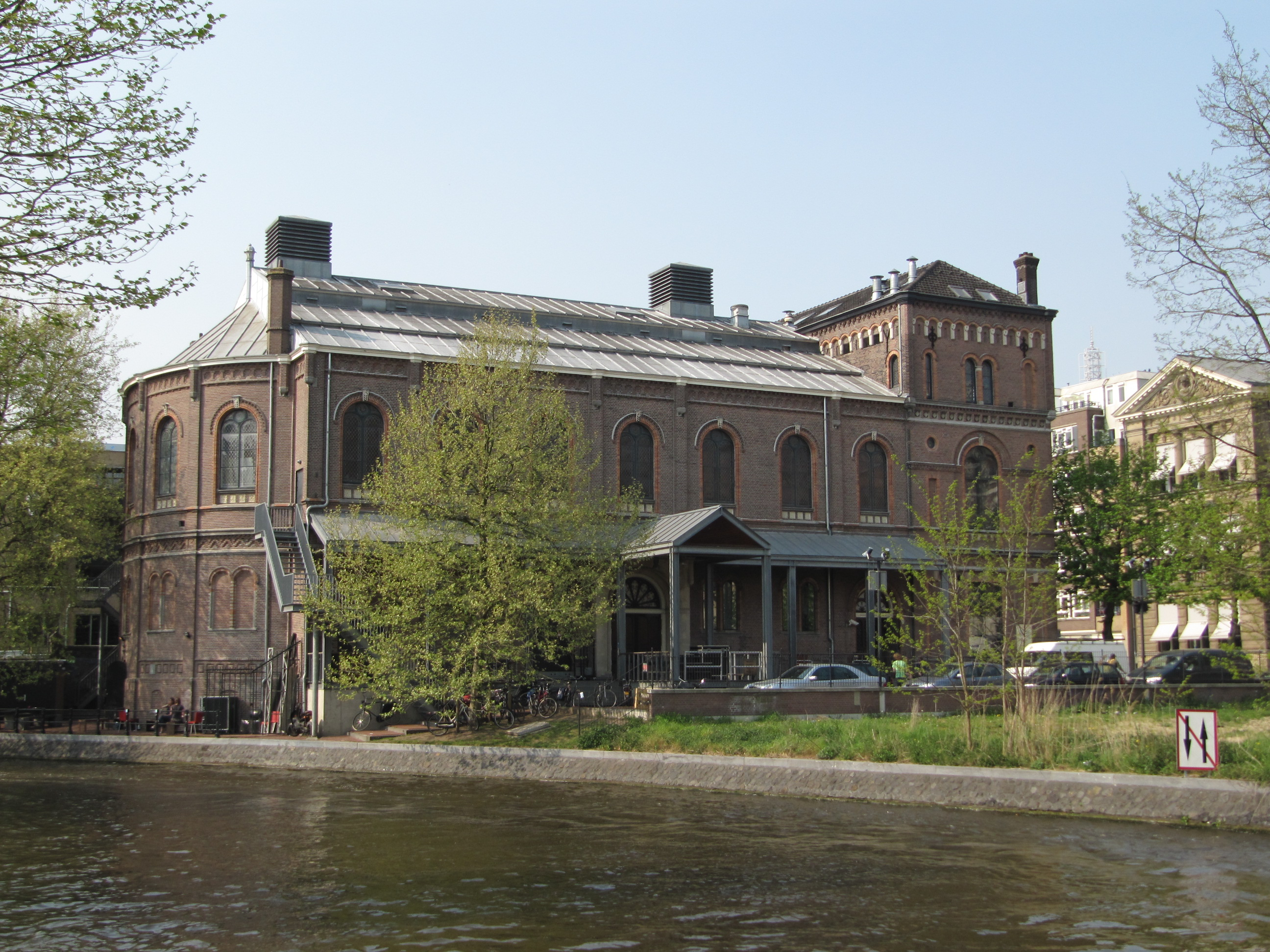
Weteringschans

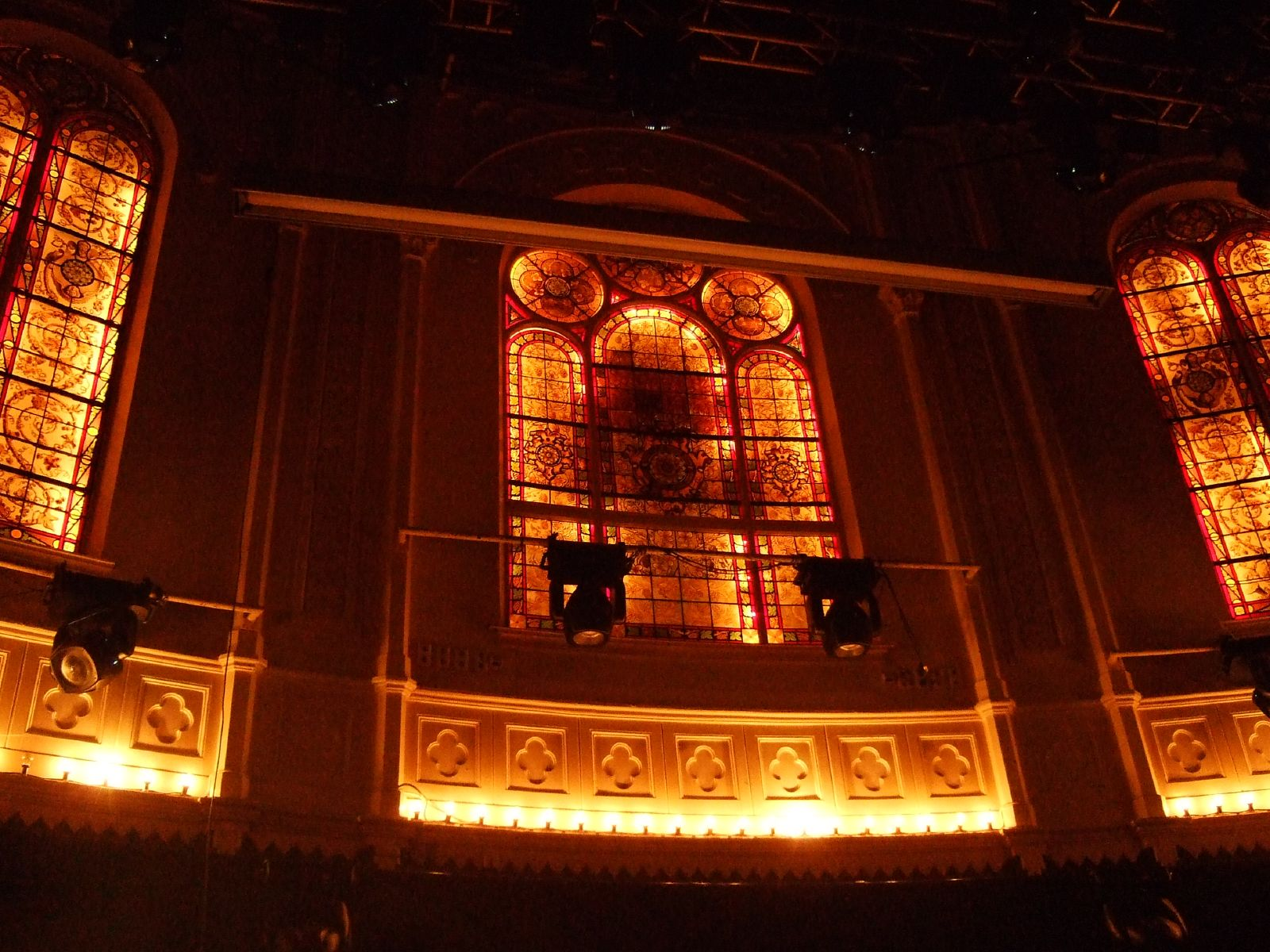
Chiesa

L'edificio, che nel XIX secolo ospitava una chiesa, fino al 1965 era usato da un gruppo di liberi religiosi olandesi, la Vrije Gemeente ("Libera Congregazione"). Sorge nel de Weteringschans, vicino al Leidseplein, uno dei centri della vita notturna e del turismo della capitale olandese.
Nel 1968, su sollecitazione degli hippie, il Paradiso fu riaperto e convertito in un luogo di ritrovo per i giovani, sala per concerti e laboratorio teatrale. Divenne ben presto il simbolo della controcultura hippie ad Amsterdam e della musica rock dell'epoca. Fu uno dei primi luoghi di Amsterdam dove si tollerava il consumo di droghe leggere. Dalla metà degli anni '70 Paradiso divenne uno dei centri di riferimento per la musica punk rock e new wave, mentre dagli anni '80 divenne importante per i rave party e la musica dance.

## Esibizioni notevoli

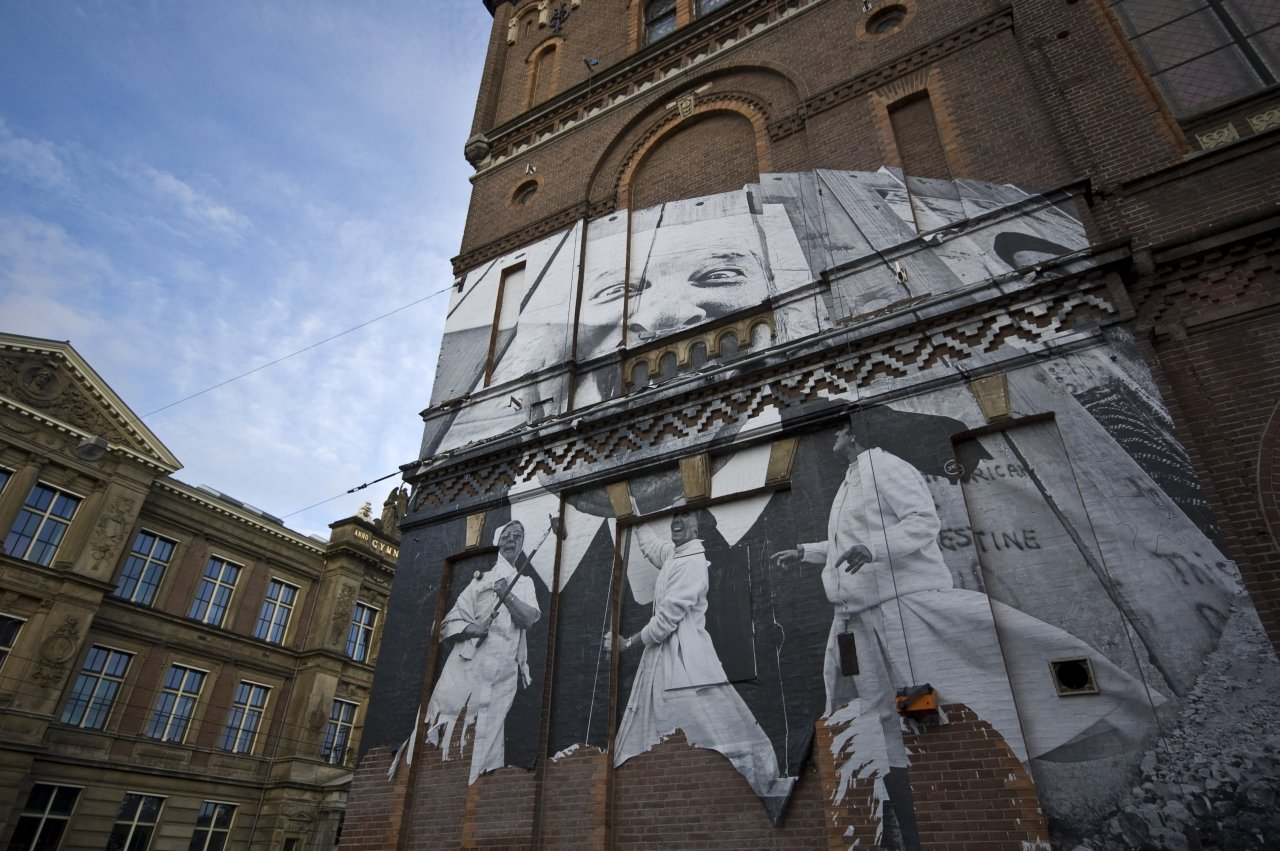
Poster su un muro del Paradiso

Tra gli artisti esibitisi al Paradiso di Amsterdam vi sono Pink Floyd, The Ramones,Adele, Anastacia, Rolling Stones, Joy Division, New Order, Johnny Thunders, Chic, Joe Jackson, Chris Isaak, Kaizers Orchestra, Duran Duran, Willie Nelson, Phish, Beady Eye, Arcade Fire, Nightwish, Bad Brains, Kayak, Loudness, Nirvana, John Cale, The Cure, Soft Machine, Emilíana Torrini, Jalebee Cartel, Link Wray, Lenny Kravitz, Omar & the Howlers, The Only Ones, Nick Cave and the Bad Seeds, Electrosexual, Beth Hart, Dayna Kurtz, Dave Matthews, Smoosh, Suzanne Vega, Amy Winehouse, Milow, Fiction Plane, Epica, Editors, Motorpsycho, Pain of Salvation, Deftones, Riverside, Lamb, Live, NITS, Jamiroquai, Afterhours, Matia Bazar, Live, The Roots e Headhunterz.
Glen Matlock si esibì per l'ultima volta con i Sex Pistols al Paradiso.